# Lev Izakovič Šestov
Lev Izakovič Šestov (rusko Лев Исаа́кович Шесто́в), rojen kot Jehuda Lejb Švarcman (Иегуда Лейб Шварцман), ruski eksistencialni filozof, * 12. februar 1866, Kijev, † 19. november 1938, Pariz.
Šestov je v času svojega življenja veliko potoval iz političnih kot tudi službenih razlogov.

## Življenje
Rodil se je v Kijevu v judovski družini. Njegov oče, Izak Mojisejevič Švarcman (1832–1914), je obiskoval sinagogo, bil poznavalec starojudovskega slovstva ter eden zgodnjih sionistov, obenem pa precej svobodomiseln človek. Šestov je bil eden izmed sedmih otrok. Imel je dva mlajša brata in štiri sestre. Oče se je drugič poročil z Ano Grigorjevno (rojeno Šrejber, 25. december 1845, Herson – 13. marec 1934, Pariz). Že kot mladostnika so Šestova privlačile radikalne ideje. Vključevanje v politične dejavnosti na kijevski gimnaziji ga je spodbudilo k nadaljevanju šolanja na moskovski gimnaziji, ki ga je zaključil leta 1884. Na moskovski univerzi je najprej študiral matematiko, a se je kasneje preusmeril na študij prava, ki ga pa ni dokončal. Zaradi svojih političnih nazorov se je moral vrniti v Kijev, kjer je diplomiral leta 1889. Ni postal doktor prava, saj so njegovo doktorsko disertacijo zaradi revolucionarnih teženj zavrnili. Zaradi drugačne veroizpovedi njegove izbranke se je februarja leta 1897 na skrivaj poročil. V zakonu, z Ano Jeleazarovno Berezovsko, sta se mu rodili dve hčeri.
Leta 1898 se je vključil v krog pomembnih ruskih intelektualcev in umetnikov, kjer so bili tudi Nikolaj Aleksandrovič Berdjajev, Sergej Pavlovič Djagilev, Dimitrij Sergejevič Merežkovski in Vasilij Vasiljevič Rozanov. Izdajali so glasilo, v katerem je Šestov objavljal svoje članke. Na njegovo razmišljanje sta imela globok vpliv Lev Tolstoj in Nietzsche. V tem času je napisal svoje prvo pomembno filozofsko delo Pojem dobrega pri Tolstoju in Nietzscheju. Drugo delo, kjer je pisal o Dostojevskem in Nietzscheju, ga je predstavilo kot izvirnega in prodornega misleca. V delu Apoteoza breztalnosti (Апофезъ безпочевенности), objavljenem leta 1905, napisanem v aforističnem slogu Nietzscheja, je primerjal rusko in evropsko literaturo. Čeprav knjiga predstavi številne intelektualne teme, je v osnovi posmehljivo delo eksistencialne filozofije, ki kritizira in satirizira naš temeljni odnos do življenjskih situacij. Dela Šestova niso sprejeli niti nekaterih njegovi bližnji prijatelji. Veliko ljudi je namreč v njegovih delih videlo zavračanje metafizike in razuma, celo zavzemanje za nihilizem. Kljub temu sta ga občudovala angleški pisatelj D. H. Lawrence in francoski literarni kritik Georges Bataille.
Leta 1908 se je Šestov preselil v Freiburg, Nemčija. Tam je ostal do leta 1910, ko se je preselil v majhno švicarsko vasico Coppet, kanton Vaud. V tem času je veliko pisal in njegovo delo je obrodilo veliko sadov. Leta 1911 je bilo objavljeno delo Bеликие кануны, par let kasneje pa še Начала и консы. V Moskvo se je vrnil leta 1915. V obdobju, ko je živel v Moskvi, sta imela nanj velik vpliv religija in teologija, kar se je poznalo tudi v njegovih delih. Ko so boljševiki leta 1917 prevzeli oblast, Šestov ni mogel objaviti svojega dela Potestas clavium, ker v uvodu ni bil pripravljen zagovarjati marksističnih tez. Z dovoljenjem komunističnih oblasti je vendarle lahko predaval grško filozofijo na Univerzi v Kijevu.
Da bi lahko svobodno izražal svoje ideje, je emigriral v tujino. Daljše potovanje ga je pripeljalo v Francijo, kjer so njegovo izvirnost hitro prepoznali. Cenili so njegovo delo in ga povabili, da ga je objavljal v prestižni francoski filozofski reviji La Nouvelle Revue Française. V Parizu se je spoprijateljil z mladim Batailleom in imel nanj velik vpliv. Predaval je na Sorboni, hkrati pa se je intenzivno poglabljal v dela filozofov Blaisa Pascala in Plotina. Spoznal je Edmunda Husserla in se preko njega spoznal filozofijo danskega filozofa Sørena Kierkegaarda, s katerim sta bila v filozofskih pogledih somišljenika. Oba sta zavračala filozofski idealizem in verjela, da lahko vsakdo pridobi neomejeno znanje preko subjektivnega razmišljanja. Ker pa je Šestov menil, da bi bilo potrebno ideje, ki jih je Kierkegaard utemeljeval v svojih delih, dodatno razviti, je napisal delo Kierkegaard in Dostojevski (Киргегард и экзистенциальная философия). Objavljeno je bilo leta 1936 in predstavlja temelj krščanskega eksistencializma.
Kljub vedno šibkejšem zdravju je Šestov pisal s hitrim tempom. Leta 1938 je bil končno objavljen njegov magnum opus Atene in Jeruzalem. Delo preučuje nasprotje med svobodo in razumom in trdi, da bi pri disciplini filozofije razum moral biti zavrnjen. Prav tako poudarja, da sta filozofija in znanost nezdružljivi. Znanost se namreč ukvarja z empiričnim opazovanjem, medtem ko naj bi se filozofija (kot meni Šestov) ukvarjala s svobodo, Bogom in nesmrtnostjo, problemi, ki jih znanost ne more rešiti.
Šestov se je leta 1938 v času bivanja v svojem počitniškem domu resno zbolel. V zadnjih mesecih svojega življenja se je še vedno ukvarjal s svojimi študijami, zanimala ga je predvsem indijska filozofija in Husserlova dela. Šestov je umrl 19. novembra 1938 v kliniki v Parizu.

## Filozofija obupa/absurda
Eksistencializem v filozofiji se imenuje tudi filozofija absurda, saj je temeljna značilnost v tem obdobju spor med človekom in svetom, v katerega je človek postavljen, ne da bi si obstoja v njem resnično želel, oziroma nanj nima vpliva. Človek v svojem obstoju išče smisel, a ga ne more najti, svobodno se odloča, ta odgovornost pa mu povzroča tesnobo. Šestov je bil poleg Berdjajeva predstavnik ruskega eksistencializma.
Na prvi pogled filozofija Šestova sploh ni prava filozofija, saj ni sistematična, koherentna in ne razlaga teoretičnih filozofskih problemov. Večina njegovih del je fragmentarnih. Z ozirom na formo (pogosto uporablja aforizme) je njegov slog bolj mrežen kot linearen in bolj impulziven kot argumentativen. Avtor si nasprotuje na vsaki strani, celo išče paradokse. V analizah na koncu ugotovi, da je življenje samo zelo paradoksalno in ni razložljivo na logičnem in racionalnem nivoju. Šestov trdi, da skrivnosti življenja niso rešljive v teoriji. Bistveno je, da njegova filozofija ni »reševanje problemov«, ampak probleme vzpostavlja in s tem poudari skrivnostne lastnosti življenja.
Njegovo izhodišče ni teorija ali ideja, ampak izkušnja, izkušnja obupa, kar Šestov opisuje kot izgubo gotovosti, izgubo svobode, izgubo smisla življenja. Koren tega obupa je tisto, kar pogosto zahteva »Nujnost«, tudi »Razlog«, »Idealizem« ali »Usoda«: določen način razmišljanja (a hkrati tudi zelo realen vidik sveta), ki življenje podredi idejam, posploševanju in ga tako posredno, preko nepriznavanja edinstvenosti in obstoja realnosti, ubije.
»Razlog« je poslušanje in sprejemanje »Gotovosti«, ki nam pove, da so nekatere stvari večne in nespremenljive, druge pa tega nikoli ne morejo doseči. To filozofijo Šestova dela iracionalno, čeprav je treba poudariti, da mislec ne nasprotuje razlogu ali znanosti na splošno, ampak samo racionalizmu in znanstvenost: težnja, da preuči razloge kot neke vrste vsevedno, vsemogočni Bog pa je dober le zase. To se lahko razume tudi kot obliko personalizma: ljudje ne morejo biti zreducirani na ideje, člene družbenih strukture ali potopljeni v mistično enost. Šestov zavrača vsakršno omembo »univerzalnosti«, »kolektivnosti«, »vse-enotnosti«.

## Vpliv
Na filozofijo Šestova so vplivala predvsem dela Parmenida in Plotina, Martina Lutra in srednjeveških nemških mistikov, Blaisa Pascala in Barucha Spinoze, Sørena Kierkegaarda, kot tudi njegov sodobnik Edmund Husserl.
Šestova so občudovali in častili Berdjajev in Bulgakov v Rusiji, Jules de Gaultier, Georges Bataille, Lucien Lévy-Bruhl in Albert Camus v Franciji in D. H. Lawrence, Isaiah Berlin in John Middleton Murry v Angliji. Dandanes je Šestov slabo poznan tako v angleško govorečih deželah kot tudi v Sloveniji. Vzrok za to je bila težka dostopnost do večine njegovih del, delno pa zato, ker je tematika njegovih del nepriljubljena in relativno »tuja«.
Njegova dela prežema mračna, a hkrati ekstatična atmosfera. Njegova kvazi-nihilistična pozicija in religiozna miselnost sta na prvi pogled vznemirljiva in hkrati neskladna kombinacija. Kljub temu pa je vplival na pisatelje kot so Albert Camus (ki ga je omenjal v svojem Mitu o Sizifu), Benjamin Fondane (njegov učenec) in romunski filozof Emil Cioran.

## Dela
Njegova dela, ki so prevedena v slovenščino in letnice njihovih prevodov:

### Članki
- Umetnost iz nič, Ljubljana: Mestno gledališče ljubljansko, 2002
- Potestas Clavium, Ljubljana: Društvo SKAM, 2000
- Samo z vero, Ljubljana: Društvo SKAM, 2000
- Kierkegaard in Dostojevski, Petrovče: Znamenje, 1976
- Dostojevski in Nietzsche Filozofija tragedije, Ljubljana: Nova revija, 1999

### Knjige
- Dostojevski in Nietzsche ; Premagovanje samorazvidnosti, Ljubljana: Literarno-umetniško društvo Literatura, 2002
- Med razumom in razodetjem : izbor iz filozofskih del, Celje: Mohorjeva družba, 2001